# Genotropin
Genotropin är ett varumärke för syntetiskt tillverkat tillväxthormon för människor, med den aktiva substansen somatropin. Det är identiskt med det naturliga, kroppsegna mänskliga tillväxthormonet.
Tillväxthormon är nödvändigt för tillväxt av benvävnad och muskler, och viktigt för normal utveckling av fett- och muskelvävnader. Tillväxthormon utvanns tidigare ur hypofyser från avlidna personer. Den svenska läkemedelsföretaget Kabi arbetade 1978 med det amerikanska bioteknikföretaget Genentech för att med genteknik kunna producera hormonet på annat sätt än ur mänskliga organ, en metod som kunde leda till virusinfektion och till Creutzfeldt–Jakobs sjukdom. Genentech tog efter ett år fram en DNA-modifierad plasmid, som gav tarmbakterien Escherichia coli förmågan att producera mänskligt tillväxthormon.
Kabi byggde 1981 en fabrik i Strängnäs för att odla genmodifierade bakterier. Detta ledde till företagets lansering av Somatonorm, som godkändes 1985. Något år senare lanserades varianten Genotropin. Det fanns konkurrerande produkter från Eli Lilly och Novo Nordisk, men Genotropin blev det dominerande tillväxthormonpreparatet.
Drivande kraft bakom Kabis utveckling av Genotropin var företagets forskningschef sedan 1969, Bertil Åberg. 
Genotropin tillverkas idag av Pfizer i dess svenska fabrik i Strängnäs.